# 2029年ノルディックスキー世界選手権
2029年ノルディックスキー世界選手権は、フィンランド・ラハティで開催される予定の第57回ノルディックスキー世界選手権である。ラハティでの開催は1926年、1938年、1958年、1978年、1989年、2001年、2017年に次いで8回目となる。

## 開催決定まで
2029年ノルディックスキー世界選手権はラハティだけが立候補したが、いくつかの不備が指摘され、1か月後に正式に承認された。